# Médaille d'honneur de l'engagement ultramarin
La médaille d'honneur de l'engagement ultramarin est une décoration civile et militaire française, qui a pour but d'honorer les personnes qui se sont distinguées à l'occasion de services remarquables, pour la qualité exceptionnelle de leur initiative et de leur engagement au profit des outre-mer ainsi que pour leur contribution au développement et au rayonnement des outre-mer.

## Historique
La médaille d'honneur de l'engagement ultramarin a été créée par le décret n°2022-148 du 8 février 2022 relatif à la médaille d'honneur de l'engagement ultramarin.
Il n'existait pas, jusqu'à cette date, de titre honorifique spécifique destiné à valoriser l'engagement ultramarin. C'est ainsi que de nombreuses personnalités, pourtant méritantes, n'étaient éligibles à aucune décoration existante.
La première promotion est attribuée par arrêté du ministre des Outre-Mer en date du 17 mars 2022 (publiée au bulletin officiel des décorations, médailles et récompenses du 25 avril 2022).

## Attribution

### Conditions
La médaille d'honneur de l'engagement ultramarin est décernée (et éventuellement retirée) par le ministre chargé des Outre-Mer,. Elle comporte trois échelons (bronze, argent et or). Chaque titulaire de la médaille reçoit un diplôme.
La médaille est décernée dans la limite d'un contingent fixé annuellement par décision ministérielle. Nul ne peut être promu à titre normal dans un échelon s'il n'est déjà titulaire de l'échelon immédiatement inférieur. Elle peut néanmoins être décernée à titre exceptionnel, sans condition d'ancienneté, par décision du ministre.
La médaille d'honneur de l'engagement ultramarin peut être décernée à titre posthume aux personnes tuées ou blessées dans l'exercice de leurs fonctions, dans un délai d'un an à compter de la date des faits.

## Description
L'insigne de la médaille d'honneur de l'engagement ultramarin :
Du module de 36 millimètres, elle présente à l'avers l'effigie d'une Marianne avec les mentions « République française et ministère des outre-mer », au revers un planisphère.
L'insigne est suspendu à un ruban de 36 millimètres de couleur blanc comportant des chevrons bleu indigo et bleu outre-mer assortie d'une bélière couleur bronze.
Le ruban de la médaille à l'échelon argent aux mêmes couleurs est assorti d'une bélière en métal de couleur argent agrémenté d'un liseré blanc de 3 millimètres et le ruban de la médaille à l'échelon or aux mêmes couleurs est assorti d'une bélière en métal de couleur or agrémenté d'un liseré jaune de 3 millimètres.

## Galerie
| Bronze | Argent | Or |
| ------ | ------ | -- |
|        |        |    |
|        |        |    |